# Авате, Хамид Идрис
Хами́д И́дрис Ава́те (10 апреля 1910, Герсет, Гаш-Барка, Итальянская Эритрея — 28 мая 1962, Гаш-Барка, Эритрея, Эфиопская империя) — эритрейский повстанческий командир, основатель Армии освобождения Эритреи — вооружённого крыла Фронта освобождения Эритреи. В молодости боевик-аскари, участник Второй мировой войны на стороне фашистской Италии. 1 сентября 1961 командовал эритрейскими повстанцами в бою на горе Адал. По официальной версии произвёл первый выстрел по эфиопским правительственным войскам, положив начало эритрейской войне за независимость. Является национальным героем независимой Эритреи.

## Происхождение. Итальянская военная служба
Родился в Итальянской Эритрее, близ города Тэсэнэй, в семье крестьян-тигре из деревни Герсет. В переводе с языка тигре Авате означает «Победа». С детства был обучен обращению с оружием. В браке имел двух дочерей.
В 1935 году Хамид Авате поступил в подразделение аскари. Отличившись на службе, был отправлен на учёбу в Рим. Прошёл курс военного разведчика.

## В войне на стороне Италии. Антибританское повстанчество
Вернувшись в Эритрею, Хамид Авате получил офицерский чин и должность в службе безопасности итальянских войск. Во время Второй мировой войны участвовал в Восточноафриканской кампании на стороне фашистской Италии. После захвата Кассалы итальянцами занимал пост в кассалской оккупационной администрации. Сражался в битве при Кэрэне против британских войск.
После окончательного поражения итальянцев в Восточной Африке весной 1941 Хамид Авате был одним из командиров итальянской партизанской войны. Продолжал боевые действия против британцев до 1949 года. Проявлял упорство в боях и жестокость в отношении лояльных к британцам гражданских лиц. Британская военная администрация назначила награду в 300 фунтов стерлингов за содействие в пленении или физической ликвидации Авате.
В 1950 году Хамид Авате был амнистирован в числе других партизан. Получил право ношения оружия. Вернулся в родную деревню, занимался сельским хозяйством.

## В эритрейском сепаратистском движении. Армия освобождения Эритреи
В послевоенный период Хамид Авате стал сторонником государственной независимости Эритреи. Был активным противником Эфиопской империи. В 1958 году он посетил Каир, где организовал группу националистов из числа эритрейских эмигрантов.
В 1960 году группа эритрейских студентов и интеллектуалов во главе с Идрисом Мохаммедом Адемом создала в Каире Фронт освобождения Эритреи. Командование вооружёнными силами ФОЭ — Армией освобождения Эритреи (АОЭ) — взял на себя Хамид Авате. Несмотря на левые взгляды основателей ФОЭ и военно-фашистское прошлое Авате, первые собрали для второго небольшую сумму денег, запас продуктов (в основном сахара и чая), приобрели несколько старых винтовок. Первое формирование АОЭ насчитывало 13 человек.
Эфиопские власти постарались немедленно уничтожить группу Авате. В район Акордата были направлены значительные военно-полицейские силы. 1 сентября 1961 года на горе Адал произошло первое боестолкновение Войны за независимость Эритреи. Считается, что первый выстрел по эфиопским солдатам сделал Хамид Авате. Семичасовой бой закончился «вничью», повстанцы сумели уйти.
Распространена фотография Хамида Авате, по официальной эритрейской версии сделанная во время исторического боя. Однако существуют обоснованные сомнения о реальном времени съёмки: Авате на фото безоружен и явно позирует.

## Кончина и память
52-летний Хамид Авате скоропостижно скончался в окружении своих бойцов 28 мая 1962. Причины смерти до конца неясны — пищевое отравление или последствия прежних ранений. Похоронен под Хайкотой (провинция Гаш-Барка).
Война в Эритрее продолжалась более 30 лет и закончилась провозглашением независимости в 1993 году. В современной Эритрее Хамид Идрис Авате является национальным героем, символом борьбы эритрейцев за независимость. Его образ запечатлён в произведениях искусства, поэзии и в музыке. 1 сентября 1994 года на могиле Авате был торжественно открыт памятник. Авате почитается как личность, несмотря на эритрейскую государственную политику, отдающую приоритет образам не индивидуальной, а коллективной борьбы. Хамид Авате почитается и в Италии, особенно в кругах итало-эритрейской общественности.
В то же время, в Эфиопии и в эритрейской оппозиционной эмиграции Авате рассматривается как «бандит-«шифта», фашист и прислужник Муссолини». В этой связи проводится параллель между политической ориентацией Авате и режимом Исайяса Афеворки.